# Sclérothérapie
 Mise en garde médicale
La sclérothérapie (du grec skleros, qui signifie « dur ») est une procédure utilisée pour traiter les malformations vasculaires et également les malformations du système lymphatique. Un médicament est injecté dans les vaisseaux, entrainant leur rétrécissement. Chez les adultes, la sclérothérapie est souvent utilisée pour traiter les varicosités, les petites varices, les hémorroïdes et les hydrocèles,.

## Histoire
La première tentative de sclérothérapie rapportée est celle de D. Zollikofer en Suisse, en 1682, qui injecte un acide dans une veine pour provoquer la formation d'un thrombus. Debout et Cassaignaic rapportent tous deux avoir réussi à traiter des varices en injectant du perchlorate de fer en 1853. Desgranges, en 1854, guérit 16 cas de varices en injectant de l'iode et du tanin dans les veines. Ceci se déroule environ 12 ans après l'avènement probable du décollement de la grande veine saphène en 1844 par Madelung. Cependant, en raison du taux élevé d'effets secondaires des médicaments utilisés à l'époque, la sclérothérapie est pratiquement abandonnée en 1894. 
Les travaux sur les produits sclérosants alternatifs se poursuivent au début du XXe siècle. À cette époque, l'acide carbolique et le perchlorate de mercure sont testés et, bien qu'ils montrent un certain effet dans l'oblitération des varices, les effets secondaires entraînent leur abandon. Le professeur Sicard et d'autres médecins français développent l'utilisation du carbonate de sodium, puis du salicylate de sodium pendant et après la Première Guerre mondiale. La quinine est également utilisée avec un certain succès. Au moment de la publication de son livre en 1929, Coppleson préconise l'utilisation du salicylate de sodium ou de la quinine comme les meilleurs choix de sclérosants.  